# Бентинк

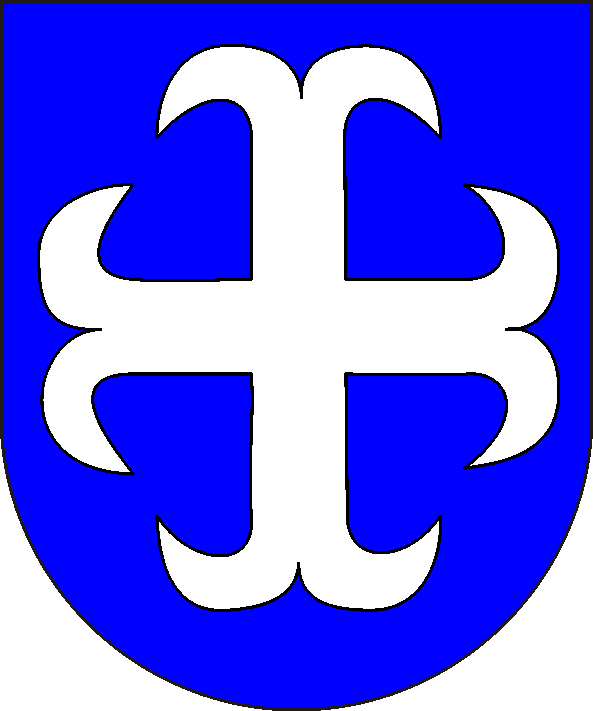
Герб Бентинков

Бентинк  (Bentinck) — дворянский род, ещё в XIV веке живший в Гельдерне, впоследствии переселившийся в лице некоторых своих членов в Англию и Вестфалию. С 1716 по 1990 годы глава английской ветви рода носил титул герцога Портлендского.

## В Голландии и Вестфалии

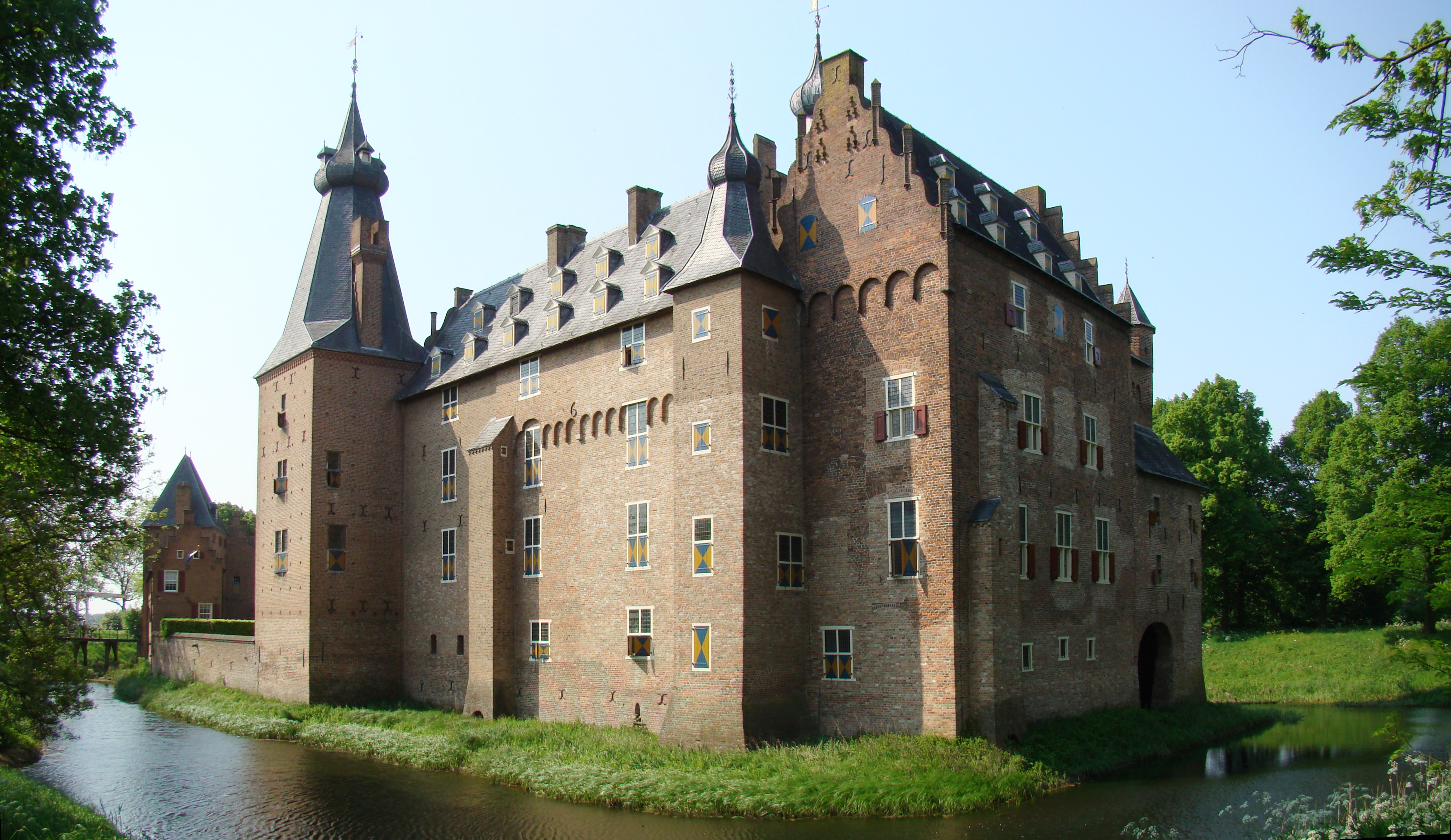
Средневековый замок Доорверт

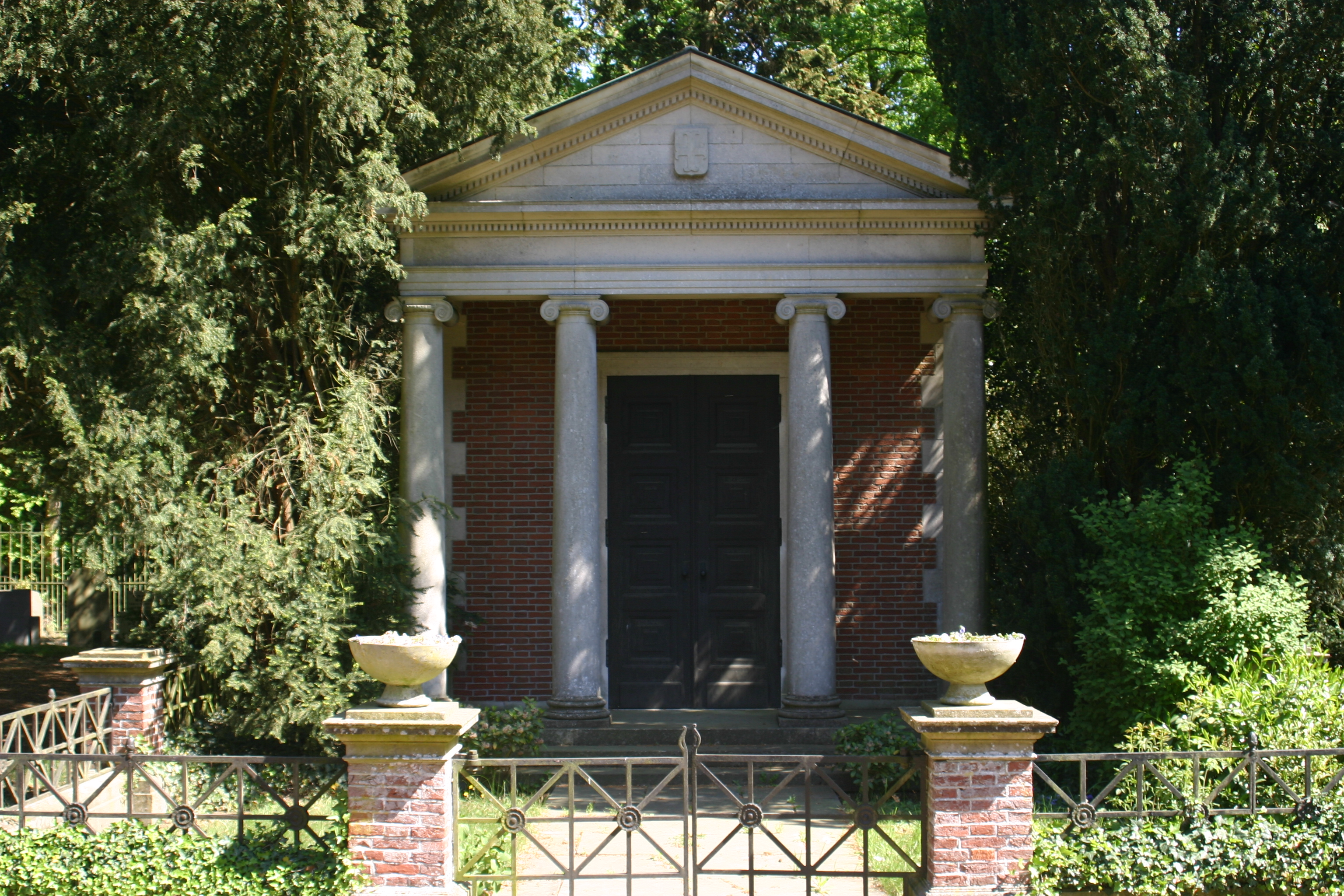
Мавзолей голландских Бентинков

Голландский дворянин Уильям ван Бентинк (1649—1709), друг молодости и любимец Вильгельма III Оранского, последовал за ним в Англию, когда тому было предложено занять британский престол. Король нередко поручал своему фавориту важные государственные дела и в 1689 году возвёл его в звание пэра Англии с титулом барона Чиренчестера, виконта Вудстока и графа Портленда.
Его младший сын Уильям, обосновавшись в Голландии, помог в 1747 году вернуть власть над Соединёнными провинциями Оранской династии. В 1732 году по случаю неравнородного брака с владетельной графиней Альденбургской (из побочной ветви Ольденбургского дома) приобрёл богатыми посулами в Священной Римской империи наследственный титул графа. Жена его на протяжении многих лет открыто сожительствовала с принцем Шаумбург-Липпе; об её неординарной судьбе повествует кинофильм 1996 года (на голландском языке).
Из сыновей графа Виллема старший, Христиан Фридрих Антон, унаследовал от матери Фарель с Книпхаузеном и сделался основателем вестфальской линии. После образования в 1815 году Германского союза старший из его потомков претендовал на вступление в союз в качестве суверенного властителя бывшей имперской синьории Книпхаузен (ныне один из районов Вильгельмсхафена). Вопрос о суверенном статусе Книпхаузена не был разрешён до августа 1854 года, когда граф фон Бентинк уступил все права на Книпхаузен великому герцогу Ольденбургскому в обмен на признание за своим семейством привилегий медиатизованных суверенов, включая титул светлости.
Младший брат Христиана Фридриха, Иоганн Альберт, вступил в английскую морскую службу и положил основание младшей английской линии. Между потомками этих линий происходила долговременная тяжба из-за наследства, которая кончилась только в 1855 году. Граф Карел Антон фон Бентинк-Альденбург (1792—1864), племянник Христиана Фридриха, женился на наследнице графства Вальдек-Лимпург, однако потомство его предпочло переехать в Лондон. Титул графа Портленда ныне носит один из его потомков, актёр Тим Бентинк, известный тем, что озвучивает на Би-би-си одну из главных ролей в радиосериале «Арчеры».
Голландские Бентинки, не происходящие от графа Портленда, сохраняли владение старинными родовыми поместьями Дипенхейм и Схунхетен. С образованием в Нидерландах королевства три брата Бентинка, живших в 1819 году в Гааге, получили от первого короля титул барона. Из этих голландских Бентинков происходят жёны здравствующего маркиза Нортгемптона и мальтийского премьер-министра Д. Минтоффа. На данный момент из нидерландских Бентинков, носящих эту фамилию и принадлежащим к ветви первоначального рода остаётся не так много, как например Максим (крестильное имя Максим Вильгельм Кристиан Фредрик) Бентинк и Анна Бентинк, прямые потомки, являющиеся аристократами.
Также известно, что После того, как кайзер Вильгельм II бежал в Нидерланды в конце Первой мировой войны , он поселился в замке Амеронген , принадлежащем графу Бентинку.

## Английские Бентинки

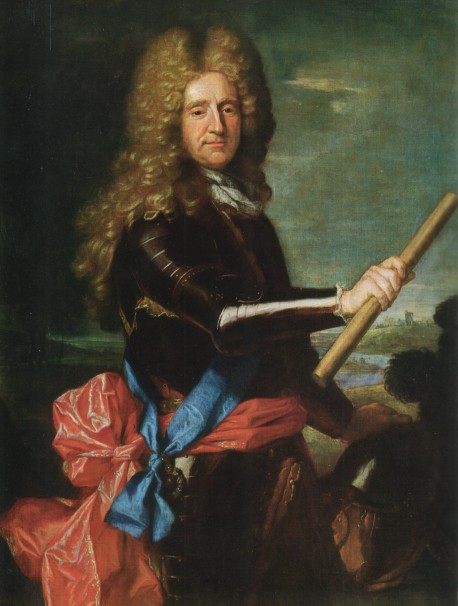
Уильям Бентинк, 1-й граф Портленд (1649—1709)

Старший сын 1-го графа Портленда, Генри, в 1716 году приобрёл титул герцога Портленда и маркиза Тичфильда. В 1721 году он отправился губернатором на Ямайку, где и умер в 1726 году. От него происходит старшая английская ветвь, угасшая в мужском колене в 1990 году.
Его сын и наследник Уильям Бентинк (1709—1762) занимался обустройством усадьбы Бульстроде в Бакингемшире и политикой не интересовался. Он вступил в супружество с богатой невестой Маргарет из рода Кавендишей, наследницей герцогов Ньюкаслских. Маргарет, будучи членом учёного женского общества «синих чулков», основала в Бульстроде музей, жемчужиной коего считалась знаменитая портлендская ваза.
Сын этой четы Уильям Генри Кавендиш-Бентинк (1735—1825) несколько раз был первым лордом казначейства и премьер-министром Великобритании. После брака с Доротеей Кавендиш, дочерью премьер-министра герцога Девонширского, он принял двойную фамилию «Кавендиш-Бентинк».
Лорд Уильям Генри Кавендиш-Бентинк (1774-1839), второй сын предыдущего, не имея 30 лет от роду, был уже губернатором в Мадрасе. Во время наполеоновских войн начальствовал военными экспедициями в Испании и Италии. В 1827 году назначен генерал-губернатором Ост-Индии и занимал этот пост на протяжении семи лет, оставив по себе добрую память.
Уильям Бентинк, старший брат предыдущего, 4-й герцог Портленд, был на короткое время назначен Джорджем Каннингом (который приходился ему свояком) президентом Тайного совета. По смерти двух старших его сыновей титул герцога Портленда перешел к племяннику последнего из них, Джону Уильяму Артуру Кавендиш-Бентинку (6-й герцог, 1857-1943). Эрцгерцог Франц Фердинанд чуть не погиб во время охоты в его поместье Уэльбек-Эбби в 1913 году от неудачного выстрела в дичь. 
Лорд Джордж Бентинк (1802-49), третий сын 4-го герцога, был сначала сторонником Пиля, когда же Пиль отказался от протекционизма, приверженцы этой системы избрали Бентинка своим главою, и он при содействии Дизраэли начал решительную борьбу против Пиля, а из-за скандала вокруг хлебных законов в 1846 году соединился с оппозицией для низвержения его. Проживи он дольше, лорд Бентинк стал бы, скорее всего, премьер-министром. На Кавендиш-сквер в Вест-Энде ему поставлен памятник. Жизнеописание его сочинил и издал Дизраэли.
Внучатая племянница 4-го герцога, Сесилия Нина Кавендиш-Бентинк (1862—1938) известна как бабушка по материнской линии и крёстная мать королевы Елизаветы Второй. Старший из сыновей 6-го герцога Портленда — Уильям Бентинк (1893—1977), 7-й герцог — занимал место сначала в Палате общин (от консервативной партии), а потом в Палате лордов. Последним герцогом из рода Бентинков был его младший брат Виктор (1897—1990), по окончании Второй мировой войны возглавлявший британское посольство в Варшаве.

Владения рода Бентинков
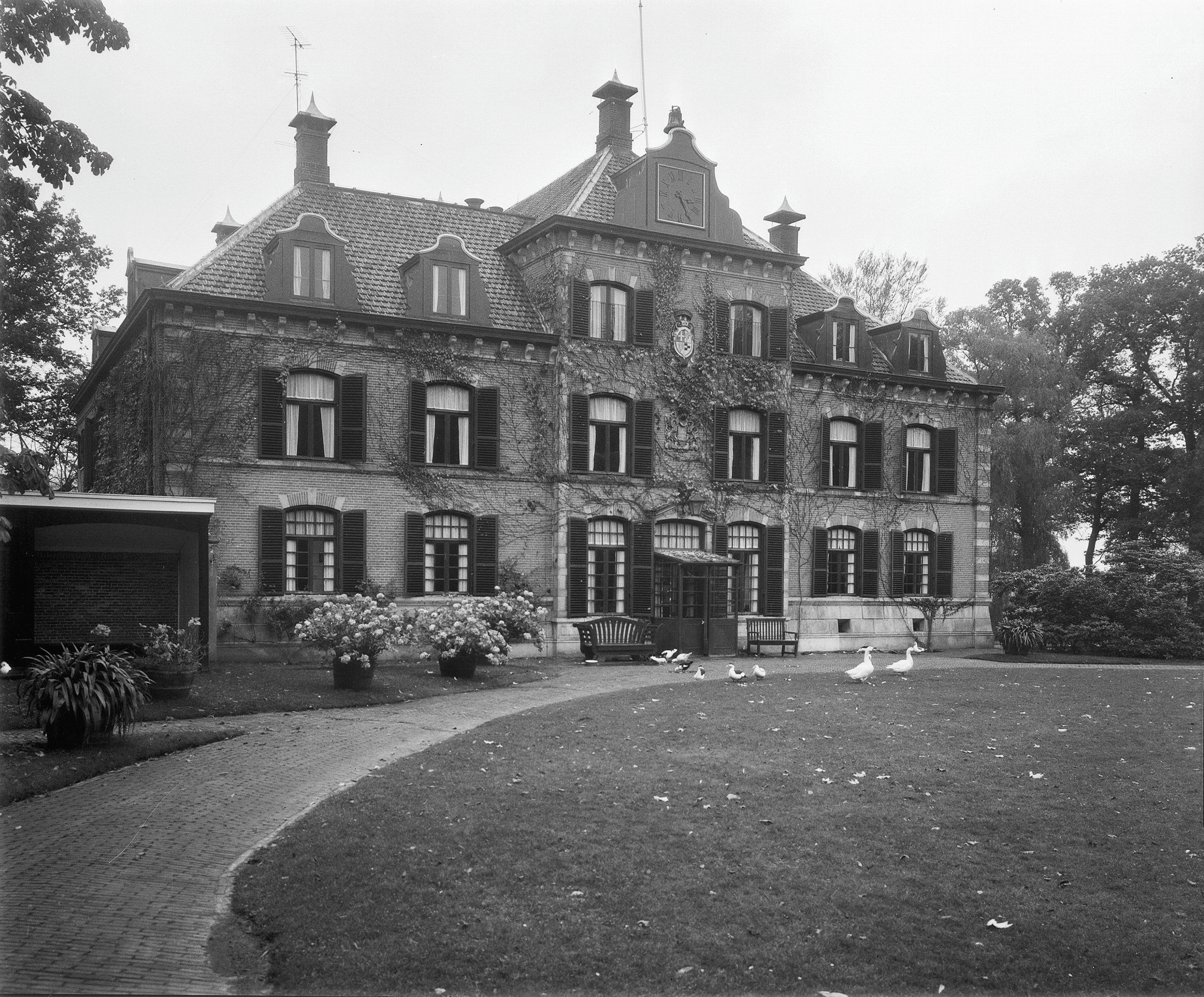
Усадьба Бентинков в Оверэйсселe (XVII век)
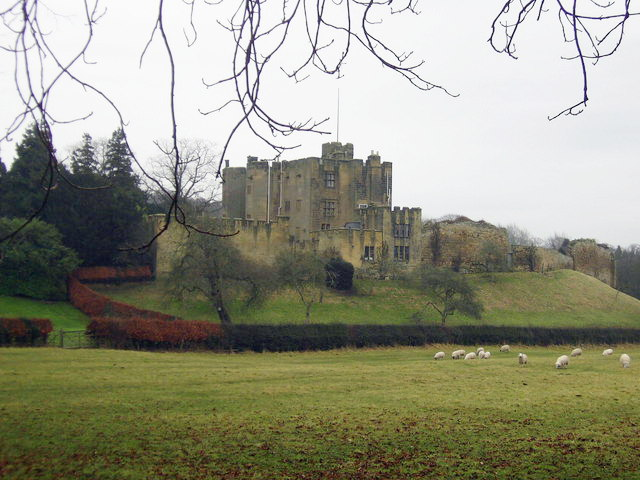
Средневековый замок Ботал в графстве Нортумберленд
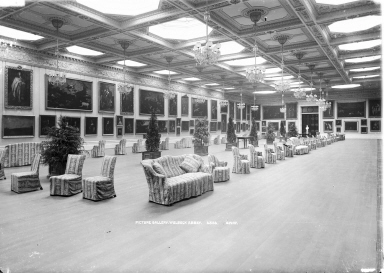
Картинная галерея в поместье Уэльбек-Эбби
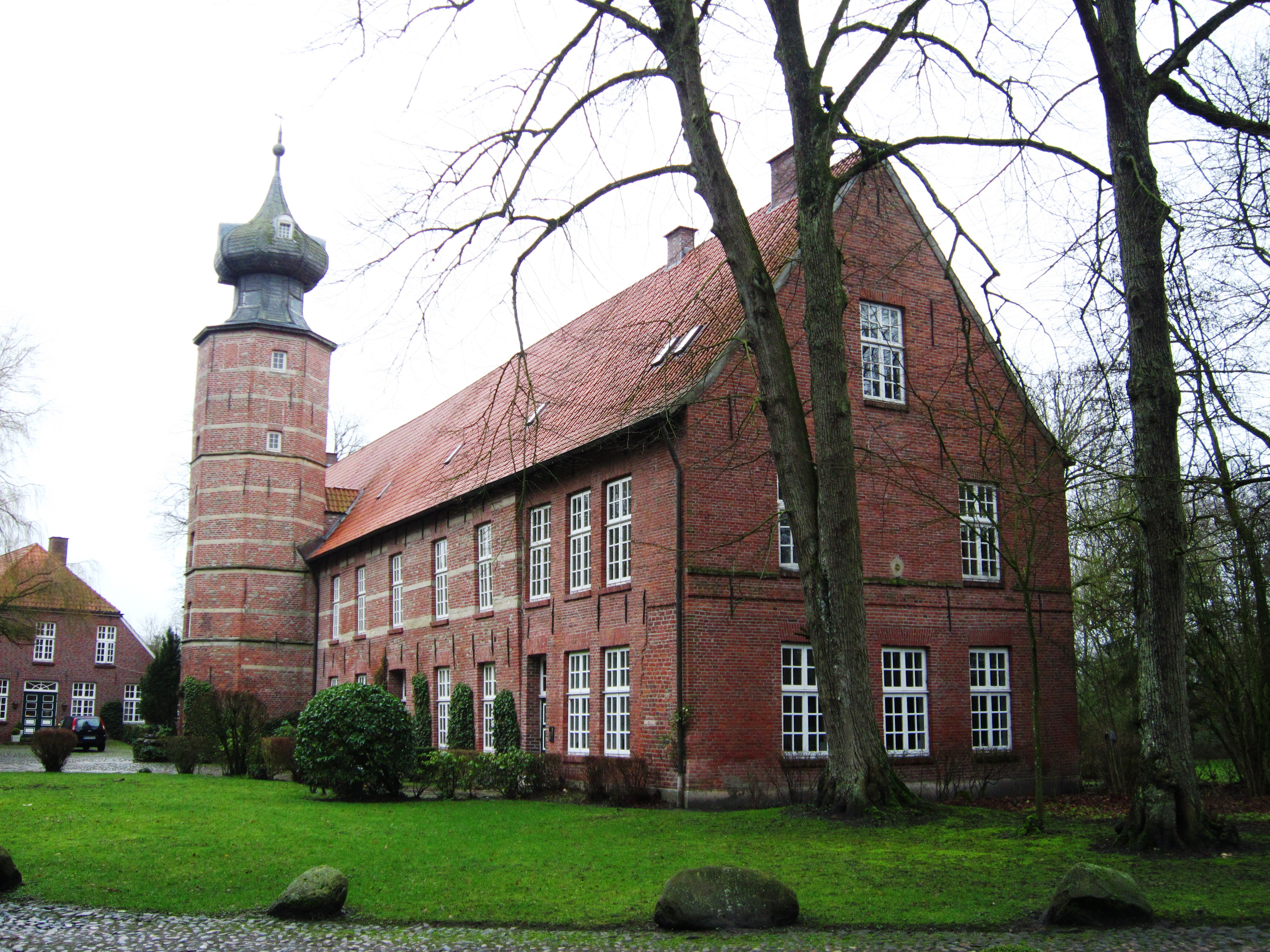
Поместье Книпхаузен в Вильгельмсхафене
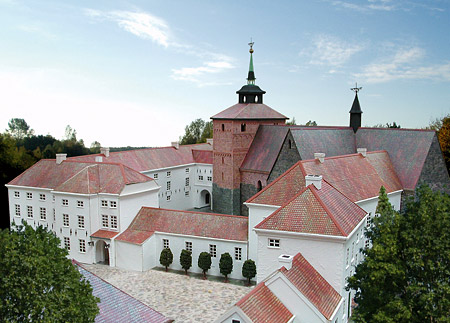
Замок Фарель в Вестфалии